# Liste des Z 22500
Cette page est une annexe de l'article « Z 22500 ».

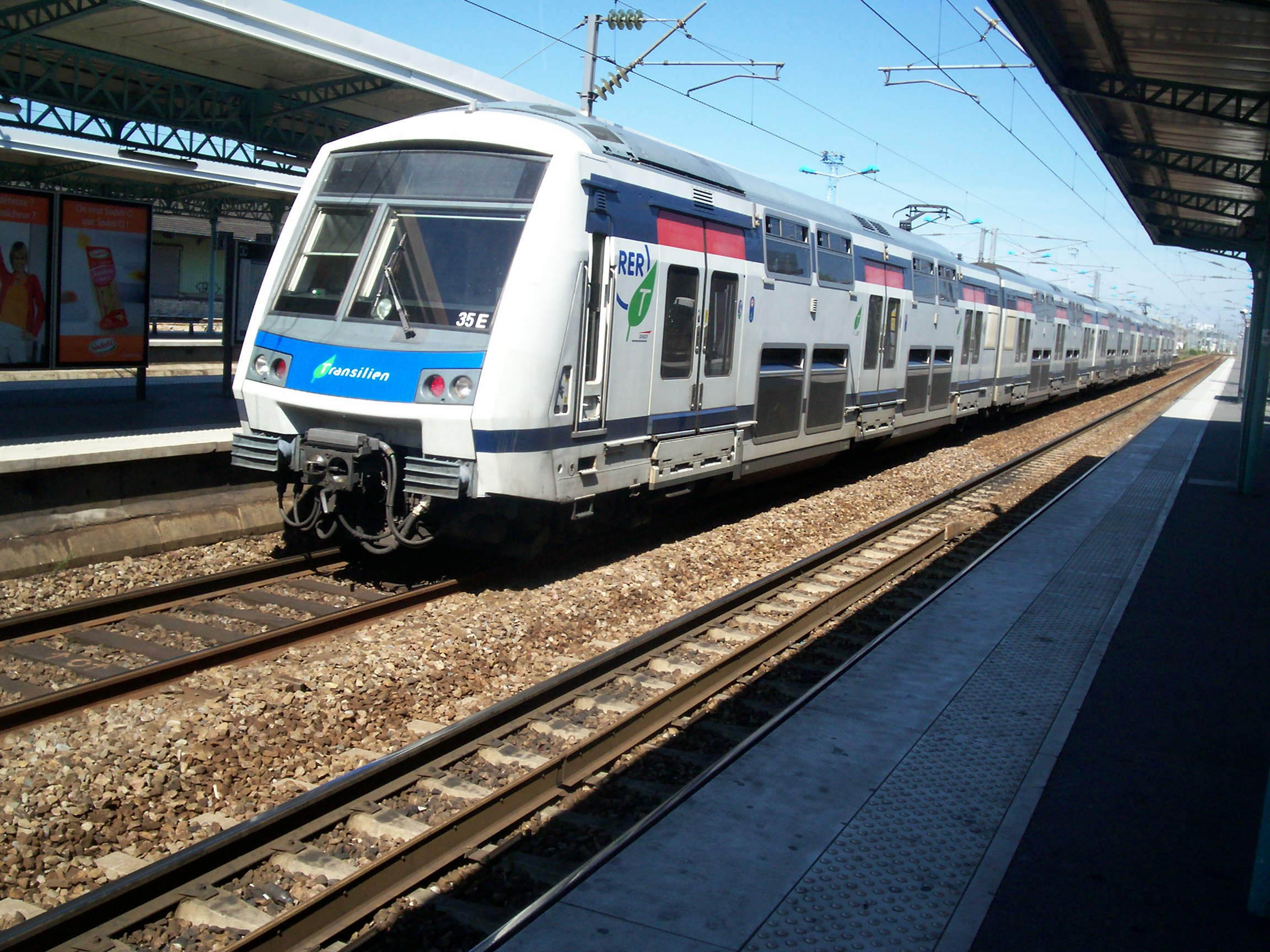
Rame Z 22500 en gare de Pantin.

Cette liste recense les éléments du parc de Z 22500, matériel roulant de la Société nationale des chemins de fer français (SNCF) circulant sur le réseau Transilien.

## État du matériel
Le nombre de rames Z 22500 construites est de 53, numérotées 01 E à 53 E. 48 rames sont en service sur la ligne E du RER d'Île-de-France et sont gérées par la Supervision technique de flotte « Ligne E, P et T4 ».
| Rames | Motrices    | Mise en service   | Radiation       | Dépôts            | Baptême (Date)                | Ligne       | Livrée                                                         |
| ----- | ----------- | ----------------- | --------------- | ----------------- | ----------------------------- | ----------- | -------------------------------------------------------------- |
| 01 E  | Z 22501/02  | 10 mars 1996      | 30 janvier 2025 | /                 | /                             | /           | ÎDF Transilien                                                 |
| 02 E  | Z 22503/04  | 15 novembre 1996  | /               | STF Lignes E/P/T4 | /                             | (RER) · (E) | ÎDF Transilien                                                 |
| 03 E  | Z 22505/06  | 1er octobre 1997  | 6 juin 2025     |                   | /                             |             | ÎDF Transilien                                                 |
| 04 E  | Z 22507/08  | 14 octobre 1997   | /               | STF Lignes E/P/T4 | /                             | (RER) · (E) | ÎDF Transilien                                                 |
| 05 E  | Z 22509/10  | 12 janvier 1998   | 19 février 2025 | /                 | /                             | /           | ÎDF Transilien                                                 |
| 06 E  | Z 22511/12  | 19 octobre 1997   | /               | STF Lignes E/P/T4 | /                             | (RER) · (E) | ÎDF Transilien                                                 |
| 07 E  | Z 22513/14  | 7 novembre 1997   | /               | STF Lignes E/P/T4 | /                             | (RER) · (E) | ÎDF Transilien                                                 |
| 08 E  | Z 22515/16  | 21 décembre 1997  | /               | STF Lignes E/P/T4 | /                             | (RER) · (E) | ÎDF Transilien                                                 |
| 09 E  | Z 22517/18  | 11 janvier 1998   | /               | STF Lignes E/P/T4 | /                             | (RER) · (E) | ÎDF Transilien                                                 |
| 10 E  | Z 22519/20  | 16 janvier 1998   | /               | STF Lignes E/P/T4 | /                             | (RER) · (E) | ÎDF Transilien                                                 |
| 11 E  | Z 22521/22  | 19 janvier 1998   | /               | STF Lignes E/P/T4 | /                             | (RER) · (E) | ÎDF Transilien                                                 |
| 12 E  | Z 22523/24  | 30 janvier 1998   | /               | STF Lignes E/P/T4 | /                             | (RER) · (E) | ÎDF Transilien                                                 |
| 13 E  | Z 22525/26  | 30 janvier 1998   | /               | STF Lignes E/P/T4 | /                             | (RER) · (E) | ÎDF Transilien                                                 |
| 14 E  | Z 22527/28  | 10 février 1998   | 15 janvier 2025 | /                 | /                             | /           | ÎDF Transilien                                                 |
| 15 E  | Z 22529/30  | 16 février 1998   | /               | STF Lignes E/P/T4 | /                             | (RER) · (E) | ÎDF Transilien                                                 |
| 16 E  | Z 22531/32  | 26 février 1998   | /               | STF Lignes E/P/T4 | /                             | (RER) · (E) | ÎDF Transilien                                                 |
| 17 E  | Z 22533/34  | 2 mars 1998       | /               | STF Lignes E/P/T4 | /                             | (RER) · (E) | ÎDF Transilien                                                 |
| 18 E  | Z 22535/36  | 16 mars 1998      | /               | STF Lignes E/P/T4 | /                             | (RER) · (E) | ÎDF Transilien                                                 |
| 19 E  | Z 22537/38  | 23 mars 1998      | /               | STF Lignes E/P/T4 | /                             | (RER) · (E) | ÎDF Transilien                                                 |
| 20 E  | Z 22539/40  | 30 mars 1998      | /               | STF Lignes E/P/T4 | /                             | (RER) · (E) | ÎDF Transilien                                                 |
| 21 E  | Z 22541/42  | 12 avril 1998     | /               | STF Lignes E/P/T4 | /                             | (RER) · (E) | ÎDF Transilien                                                 |
| 22 E  | Z 22543/44  | 20 avril 1998     | /               | STF Lignes E/P/T4 | /                             | (RER) · (E) | ÎDF Transilien                                                 |
| 23 E  | Z 22545/46  | 28 avril 1998     | /               | STF Lignes E/P/T4 | /                             | (RER) · (E) | ÎDF Transilien                                                 |
| 24 E  | Z 22547/48  | 8 mai 1998        | /               | STF Lignes E/P/T4 | /                             | (RER) · (E) | ÎDF Transilien (Intérieur Train des Arts et des Civilisations) |
| 25 E  | Z 22549/50  | 2 juin 1998       | /               | STF Lignes E/P/T4 | /                             | (RER) · (E) | ÎDF Transilien                                                 |
| 26 E  | Z 22551/52  | 5 juin 1998       | /               | STF Lignes E/P/T4 | /                             | (RER) · (E) | ÎDF Transilien                                                 |
| 27 E  | Z 22553/54  | 20 juillet 1998   | /               | STF Lignes E/P/T4 | /                             | (RER) · (E) | ÎDF Transilien                                                 |
| 28 E  | Z 22555/56  | 3 juillet 1998    | 15 janvier 2025 | /                 | /                             | /           | ÎDF Transilien                                                 |
| 29 E  | Z 22557/58  | 24 septembre 1998 | /               | STF Lignes E/P/T4 | /                             | (RER) · (E) | ÎDF Transilien                                                 |
| 30 E  | Z 22559/60  | 1er août 1998     | /               | STF Lignes E/P/T4 | /                             | (RER) · (E) | ÎDF Transilien                                                 |
| 31 E  | Z 22561/62  | 24 septembre 1998 | /               | STF Lignes E/P/T4 | /                             | (RER) · (E) | ÎDF Transilien                                                 |
| 32 E  | Z 22563/64  | 7 octobre 1998    | /               | STF Lignes E/P/T4 | /                             | (RER) · (E) | ÎDF Transilien                                                 |
| 33 E  | Z 22565/66  | 29 octobre 1998   | /               | STF Lignes E/P/T4 | /                             | (RER) · (E) | ÎDF Transilien                                                 |
| 34 E  | Z 22567/68  | 23 novembre 1998  | /               | STF Lignes E/P/T4 | /                             | (RER) · (E) | ÎDF Transilien                                                 |
| 35 E  | Z 22569/70  | 28 décembre 1998  | /               | STF Lignes E/P/T4 | /                             | (RER) · (E) | ÎDF Transilien                                                 |
| 36 E  | Z 22571/72  | 30 janvier 1999   | /               | STF Lignes E/P/T4 | /                             | (RER) · (E) | ÎDF Transilien                                                 |
| 37 E  | Z 22573/74  | 9 mars 1999       | /               | STF Lignes E/P/T4 | /                             | (RER) · (E) | ÎDF Transilien                                                 |
| 38 E  | Z 22575/76  | 20 mars 1999      | /               | STF Lignes E/P/T4 | /                             | (RER) · (E) | ÎDF Transilien                                                 |
| 39 E  | Z 22577/78  | 23 avril 1999     | /               | STF Lignes E/P/T4 | /                             | (RER) · (E) | ÎDF Transilien                                                 |
| 40 E  | Z 22579/80  | 29 avril 1999     | /               | STF Lignes E/P/T4 | /                             | (RER) · (E) | ÎDF Transilien                                                 |
| 41 E  | Z 22581/82  | 11 mai 1999       | /               | STF Lignes E/P/T4 | /                             | (RER) · (E) | ÎDF Transilien                                                 |
| 42 E  | Z 22583/84  | 31 mai 1999       | /               | STF Lignes E/P/T4 | /                             | (RER) · (E) | ÎDF Transilien                                                 |
| 43 E  | Z 22585/86  | 12 juin 1999      | /               | STF Lignes E/P/T4 | /                             | (RER) · (E) | ÎDF Transilien                                                 |
| 44 E  | Z 22587/88  | 18 juin 1999      | /               | STF Lignes E/P/T4 | /                             | (RER) · (E) | ÎDF Transilien (portes décorées)                               |
| 45 E  | Z 22589/90  | 29 juin 1999      | /               | STF Lignes E/P/T4 | /                             | (RER) · (E) | ÎDF Transilien                                                 |
| 46 E  | Z 22591/92  | 3 juillet 1999    | /               | STF Lignes E/P/T4 | /                             | (RER) · (E) | ÎDF Transilien                                                 |
| 47 E  | Z 22593/94  | 22 juillet 1999   | /               | STF Lignes E/P/T4 | /                             | (RER) · (E) | ÎDF Transilien                                                 |
| 48 E  | Z 22595/96  | 29 juillet 1999   | /               | STF Lignes E/P/T4 | /                             | (RER) · (E) | ÎDF Transilien                                                 |
| 49 E  | Z 22597/98  | 15 septembre 1999 | /               | STF Lignes E/P/T4 | /                             | (RER) · (E) | ÎDF Transilien                                                 |
| 50 E  | Z 22599/600 | 25 septembre 1999 | /               | STF Lignes E/P/T4 | Villemomble (16 octobre 1999) | (RER) · (E) | ÎDF Transilien                                                 |
| 51 E  | Z 22601/02  | 22 octobre 1999   | /               | STF Lignes E/P/T4 | /                             | (RER) · (E) | ÎDF Transilien                                                 |
| 52 E  | Z 22603/04  | 13 novembre 1999  | /               | STF Lignes E/P/T4 | /                             | (RER) · (E) | ÎDF Transilien                                                 |
| 53 E  | Z 22605/06  | 1er janvier 2000  | /               | STF Lignes E/P/T4 | /                             | (RER) · (E) | ÎDF Transilien                                                 |